# Mokobody (gmina)
Pour les articles homonymes, voir Mokobody.
Mokobody est une gmina rurale (gmina wiejska) de la powiat de Siedlce, dans la Voïvodie de Mazovie, dans le centre-est de la Pologne.
Son siège administratif (chef-lieu) est le village de Mokobody, qui se situe environ 16 kilomètres au nord-ouest de Siedlce (siège de la powiat) et 75 kilomètres à l'est de Varsovie (capitale de la Pologne).
La gmina couvre une superficie de 119,17 km2 pour une population de 5 293 habitants en 2006.

## Histoire
De 1975 à 1998, la gmina est attachée administrativement à la voïvodie de Siedlce.

Depuis 1999, elle fait partie de la voïvodie de Mazovie.

## Géographie
La gmina inclut les villages et localités de :

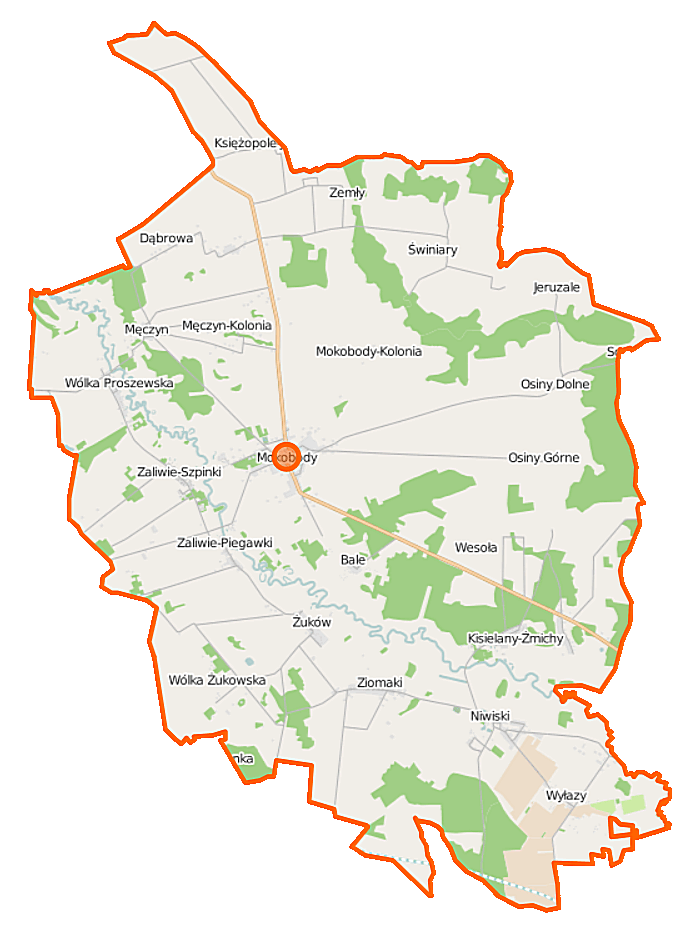
Plan de la gmina

- Bale
- Dąbrowa
- Jeruzale
- Kapuściaki
- Kisielany-Kuce
- Kisielany-Żmichy
- Księżopole-Jałmużny
- Księżopole-Smolaki
- Męczyn
- Męczyn-Kolonia
- Mokobody
- Mokobody-Kolonia
- Niwiski
- Osiny Dolne
- Osiny Górne
- Pieńki
- Skupie
- Świniary
- Wesoła
- Wólka Proszewska
- Wólka Żukowska, Wyłazy
- Zaliwie-Brzozówka
- Zaliwie-Piegawki
- Zaliwie-Szpinki
- Zemły
- Ziomaki
- Żuków

### Gminy voisines
La gmina de Mokobody est voisine des gminy suivantes :
- Bielany
- Grębków
- Kotuń
- Liw
- Siedlce
- Suchożebry

## Structure du terrain
D'après les données de 2002, la superficie de la commune de Mokobody est de 119,17 km2, répartis comme telle :
- terres agricoles : 78%
- forêts : 17%

La commune représente 7,43% de la superficie du powiat.

## Démographie
Données du 30 juin 2004 :
| Description        | Total  | Total | Femmes | Femmes | Hommes | Hommes |
| ------------------ | ------ | ----- | ------ | ------ | ------ | ------ |
| Unité              | Nombre | %     | Nombre | %      | Nombre | %      |
| Population         | 5 343  | 100   | 2 571  | 48,1   | 2 772  | 51,9   |
| Densité (hab./km²) | 44,8   | 44,8  | 21,6   | 21,6   | 23,3   | 23,3   |